# Dicranomyia (Dicranomyia) peringueyi
Dicranomyia (Dicranomyia) peringueyi is een tweevleugelige uit de familie steltmuggen (Limoniidae). De soort komt voor in het Afrotropisch gebied.